# Acanthormius nixoni
Acanthormius nixoni är en stekelart som beskrevs av Sergey A. Belokobylskij 1990. Acanthormius nixoni ingår i släktet Acanthormius och familjen bracksteklar. Inga underarter finns listade i Catalogue of Life.